# Jason Detrick
Jason Detrick (nacido el 5 de diciembre de 1980 en Düsseldorf, Alemania) es un exjugador de baloncesto estadounidense nacionalizado austriaco. Jugó profesionalmente en Europa y Sudamérica. Representó a Austria a nivel internacional. 

## Carrera
Comenzó su carrera escolar en el SW Missouri State-West Plains JC de la NJCAA y tras dos años allí se unió a los Oklahoma Sooners que dirigía Kelvin Sampson y con dicho equipo se proclamó campeón de la Conferencia Big 12 y alcanzó la Final Four de la NCAA en la temporada 2001-02, en un equipo donde destacaban los posteriormente también jugadores ACB Hollis Price y Aaron McGhee. Su segundo año en Oklahoma no jugó por lesión, cerrando su carrera universitaria en la 2003-04 siendo reconocido en el Quinteto ideal de su conferencia. 
Participó en el prestigioso Torneo pre Draft Portsmouth Invitational Tournament antes de empezar su carrera profesional, que comenzó en Austria jugando con el Obertwart Gunners, logrando el título de Copa, torneo donde logró el MVP en la final y posteriormente el subcampeonato liguero, perdiendo la final ante el Swans Gmunden. Obtuvo unas medias de 27.5 puntos. 4.0 rebotes y 3.2 asistencias. Pasó la temporada siguiente al MPC Capitals de Groninga, logrando sendos subcampeonatos de Copa y Liga en los Países Bajos, derrotados en la final ligera por Eiffel Towers de Den Bosch, pero su presencia en el equipo fue menor con 11.5 puntos y 3.8 rebotes por noche. Regresó a Austria en la 2006-07 fichando por el Panthers Fürstenfeld, donde alcanzó nuevamente la final de Copa, pero esta vez no lograron el título y en la Liga se despidieron en semifinales siendo su aportación de 20.9 puntos y 3.2 rebotes.

### Etapa española
Habiendo logrado el pasaporte austriaco, llegó a la liga LEB Oro en la campaña 2007-08 para formar parte del Socas Canarias, equipo recién ascendido a la categoría y que tenía como objetivo la permanencia. Pero el equipo que dirige Alejandro Martínez cumple dicho objetivo con creces alcanzando el playoff de ascenso, siendo Detrick y Jakim Donaldson sus principales referencias. Jason aportó 14.2 puntos y 2.3 rebotes a la causa. Tras su buen debut, renueva con el equipo canario y aunque los resultados son más modestos, el equipo queda en la parte templada de la tabla salvando holgadamente la categoría, nuevamente con Detrick y Donaldson como referentes. A nivel personal Jason eleva sus guarismos hasta los 17.7 puntos y 2.3 rebotes.
Su buen hacer en la segunda categoría del basket español provoca la oportunidad de llegar a la ACB al fichar por el Lagun Aro GBC de San Sebastián del técnico Pablo Laso. Con 13 victorias el equipo logra la permanencia, pero los números personales se resienten en esta nueva categoría, quedando en 4.4 puntos en 16 minutos de juego.
Para la temporada 2010-11 retorna a la LEB Oro, donde goza de un gran cartel, fichando por el decano de la categoría, el Melilla Baloncesto.
Para la temporada 2011-12 Jason Detrick seguirá jugando en LEB Oro, después de fichar por el Lleida Bàsquet por una temporada, con opción a otra más.

## Selección nacional
El jugador fue internacional por Austria, con quienes disputó los Eurobasket de 2009 y 2011 en la División B.

## Títulos
- Juega la Final Four de la NCAA1 en el 2002.
- Campeón de la Conferencia Big 12 2001-02.
- Equipo ideal de la Conferencia Big 12 2003-04.
- Campeón de Copa de Austria 2004-05.